# Potok Goławiecki
Potok Goławiecki – potok, lewobrzeżny dopływ Wisły o długości 9,81 km i powierzchni zlewni 37,7 km².
Potok płynie w powiecie bieruńsko-lędzińskim, w województwie śląskim.